# Сванетия
Сванетия (на грузински: სვანეთი Сванети) е историческа високопланинска област в Западна Грузия, на границата с Русия, един от най-самобитните и живописни райони на страната. Тя е част от историческата Колхида, разположена на южните склонове на Голям Кавказ. В нея се намират най-високите и най-красиви планински върхове в тази планина. Териториално и исторически се дели на Горна Сванетия (Земо-Сванети) и Долна Сванетия (Квемо-Сванети). От своя страна Горна Сванетия се състои от Свободна (Източна) и Княжеска (Западна), разделени от Угирския проход. Всяка от двете части на областта има свой административен център. На Горна Сванетия е селището от градски тип Местия с население 2500 души. На Долна Сванетия е Лентехи, разположен при сливането на 3 планински реки, с население от 1900 жители.

## География
Сванетия се намира в подножието на най-високите кавказки върхове, на границата с Русия. Именно там се намират най-големите ледници в страната, които обхващат територия от 300 км2. Там са разположени и главните върхове на Кавказ – Цурунгал (4220), Айлама (4550), Шхара (5068), Джангитау (Джанга) (5060), Гестола (4860), Тихтингени (4620), Тетнулд (4860), Мазери (4010) и Чатини (4370).
Горна и Долна Сванетия заемат две високопланински котловини, отделени една от друга от Сванетския хребет. Горна Сванетия заема долината по горното течение на река Енгури, обградена от всички страни с високи планини. На север се издига Главният кавказки хребет, а на юг – Сванетският хребет. Единственият път за връзка с областта върви по каньона на Енгури, известен с буйните си притоци и големи стръмнини. Само в продължение на 120 км реката пада с 2500 м височина. Там се издига и привлекателният за алпинистите двуглав, остър връх Ушба (4700).
Долна Сванетия заема долина, разположена по горното течение на река Цхенисцкали и притока ѝ Хеледула. На север се отделя от Горна Сванетия чрез Сванетския хребет. На югозапад чрез Егриският хребет граничи с Мегрелия, а Лечхумският хребет я разделя от областите Лечхуми на юг и Рача на изток.

## Климат
Най-ниските райони на Сванетия, между 800 и 1200 м надморска височина, се характеризират с дълго, топло лято и относително студена и снежна зима. Лятото в средно високите земи, до 1800 м над морското равнище, е относително топло, а зимата – студена. Областите над 2000 м височина попадат в зона, характеризираща се с кратко, прохладно лято и продължителна, студена зима. По-голямата част от Сванетия е разположена на надморска височина над 3000 метра, където лятото реално почти не се чувства. Заради непосредствената близост на областта до Черно море, регионът е запазен от крайни ниски температури, характерни за високите планини.
В Горна Сванетия зимата обикновено продължава 8 месеца, а най-ниската температура достига до -32 °С. Средната зимна температура е -15 °С, а дълбочината на снежната покривка достига до 2 м. Средната лятна температура е 25 °С, а през нощите пада на 7 – 10 °С.

## История
През Бронзовата епоха в Западна Грузия се развива цивилизацията на Колхида. През ІІ хилядолетие пр.н.е. започва формирането на отделните грузински общности – свани, картли, мегрели и лази (чани). Започва възникването на единна, обща култура в пределите на Колхидското царство.
Според Страбон, през І век пр.н.е., сваните владеят територията Диоскурия до Кавказките планини. Ареалът на обитаване обхваща северната и източната част на Колхидската низина, включително басейна на река Риони до Кодорското дефиле. Глава на общността е базилевсът, управляващ с помощта на съвет от 300 души. По това време те могат да съберат около 200 хилядна войска. Реките носят златоносен пясък, а сваните събират златото с помощта на сита и гъста овча козина. Вероятно оттук възниква и митът за златното руно.
От 4 век до 470-те години Сванетия влиза в състава на Егриското царство, наричано още Лазика. От 11 до 16 век е ериставство в Грузинското царство. До 14 век е подчинена на еристав-ериставите от рода Варданисдзе, които заемат ключови длъжности в двора на грузинските царе и разполагат със значителни военни сили. От средата на 14 век еристави стават представители на местния род Геловани, които управляват областта до 16 век.
След разпада на Грузинското царство Долна Сванетия и част от Горна Сванетия са подчинени на Имеретинското царство. В течение на векове малочисленият народ на Свободна Сванетия води постоянни войни с чужди завоеватели, със съседните племена и с Княжеска Сванетия. Високите и труднопроходими планини са една от най-добрите защити на района. За разлика от други части на Грузия, Свободна Сванетия никога не е била завоювана или побеждавана, дори от монголите.
Управляващи на Княжеска Сванетия, територията на запад от река Дорла, остават князете Дадешкелиани. В останалата част от областта, на югоизток от превала Загар, укрепва властта си фамилията Дадиани, мтавари на Мегрелското княжество. Само източната част на Горна Сванетия по горното течение на Енгури, от Загар до Дорла, остава свободна и независима.
След покоряването на Имеретинското и Мегрелското княжества от Русия, двете отделни части на Сванетия също признават властта на Русия – западната през 1833, а източната – през 1840 г. Правата на управляващата фамилия Дадешкелиани са съхранени, но през 1850-те години се разгаря вражда между два от клоновете на този владетелски дом. В края на периода значително укрепва позициите си по-старата фамилия Константин, която възнамерява да покори и свободните свански общини, приели руско поданство. През 1859 г. княжеската власт е отменена и областта влиза в състава на Кутаиска губерния.
През 1874 г. сваните вдигат голямо въстание против царския режим, когато Русия се опитва да вдигне данъците им. Последният руски губернатор в областта е свален през 1905 г. Революцията в Русия почти подминава Сванетия и областта остава независима до 1924 г., когато в нея е установена съветска власт.

## Население
Областта е населена от народа свани, който има свой, свански език от картвелското езиково семейство. Никога не са имали собствена писменост и за нуждите си ползват грузинската. За тях Страбон пише: „Сваните са най-могъщият и най-храбрият народ в света“. Характерно за сваните е, че са най-консервативната етническа група в Грузия, почти изцяло запазили традициите си през вековете. Занимават се със създаване на изделия от злато, мед, бронз, каменни и дървени съдове. Развити са пчеларството, ловът и алпинизмът.
В миналото, в течение на столетия, сваните рядко се спускат от планината и то само през лятото. През зимата проходите са засипани със сняг и лед и областта остава напълно изолирана от външния свят. В резултат от тази изолация е съхранена уникалната култура на сваните, много малко променена до наши дни. Пак поради трудния достъп територията им никога не е била завоювана от чужди войски. Сваните никога не са водели завоевателни войни, но яростно са отбранявали територията си.
Манталитетът на сваните е типичен за изолираните планински общности. Те винаги са се делили на кланове, които са воювали помежду си. Техен главен враг обикновено не са чуждестранни завоеватели, а вътрешният враг. Кръвното отмъщение (лицври), което се е практикувало между тях е достигнало големи размери. Според историците за 5 века, заради кръвното отмъщение, са унищожени напълно над 200 свански рода.
Причините за изграждането на характерните свански кули са защитата от външен и вътрешен враг, както и кръвното отмъщение. Приема се, че са строени между 9 и 12 век. Някои историци смятат, че кулите са изградени малко по-късно – през 12 – 13 век, по време на управлението на царица Тамара. Те са каменни, с височина 20 – 30 м. В случай на опасност фамилията складира в тях хранителни припаси и вода, а на първия етаж се пазят домашните животни. Жилищата са съединени с кулите с тайни проходи, известни само на старейшините на рода. Понякога са строени и лъжливи пасажи, завършващи с капани. На над 2 метра от повърхността кулите нямат нито врати, нито прозорци. По-нагоре, на нивото на втория или третия етаж, се предвижда малка врата, достъпът до която става само с подвижна стълба. На върха на кулата се изгражда наблюдателна площадка. Понякога се е налагало в тях да се живее в продължение на години, докато заплахата отмине. Кулите, заедно с жилищните сгради към тях, са включени в Списъка на световното културно и природно наследство на ЮНЕСКО.

## Флора
За Сванетия е характерен сложен и многообразен релеф, богат на ледници, стръмни планински склонове, плата и долини. Всичко това създава екзотичен ландшафт, покрит с богата растителна покривка. Главният Кавказки хребет защитава територията от влиянието на студените северни ветрове, а близостта на Черно море повишава влажността. Този специфичен климат благоприятства развитието на пищна растителност и нейното широко разпространение.
В областта има ясно изразено вертикално зониране на растителния свят. На надморска височина от 2450 до 3200 м се разполага алпийския пояс. Горната граница на зоната на горите е 2500 м. Територията е покрита с гъсти, широколистни и смесени гори, представени от грузински дъб, източен бук, кавказки габър, кавказка липа, ясен, планински клен, бреза, елша и други. Растат още дрян, калина, офика, бъз, касис, шипка, глог, горски круши и ябълки, къпини и други.
Сванетия е богата на екологически чисти лекарствени растения, които виреят около многочислените минерални извори и съставят основата на народната медицина. По-нагоре горският пояс е обхванат от субалпийска растителност – клен, бреза, високопланински дъб, кавказка ела и много други. Много колоритен представител на субалпийския свят на растенията са вечнозелените храсти, който се разпростират върху голяма част от северните и западните склонове. Тук може да се открие хвойна, и кавказка и синя боровинка.

## Забележителности
- Сванските каменни кули, включени в Списъка на световното културно и природно наследство на ЮНЕСКО. В Сванетия те са около 300, най-високите от които се намират в община Ушгули, състояща се от 4 села.[4]
- Местия – административния център, в който има исторически и етнографски музей, Сванска кула-музей, Свански дом-музей, Музеен комплекс на фамилията Маргиани.[4]
- Ушгули – в общината се намира второто най-високо разположеното селище в Европа след дагестанското Куруша. Намира се в подножието на най-високия грузински връх Шхара. В него се намират Краеведчески музей, манастирът Ламария и Кулата на царица Тамара. В селото са запазени около 30 полуразрушени свански кули.[4][5][10]
- Село Латали с 30 интересни родови храма и старинната църква „Свети Георги“. Запазени са също и древни свански кули.[4]
- Дом-музей на Михаил Хергиани (Скалният тигър) в село Лагами, известен грузински алпинист, 7 кратен шампион на СССР по алпинизъм, загинал в Италия през 1969 г.[4][2] На него посвещават свои произведения Владимир Висоцки, Юрий Визбор и Евгений Евтушенко.[10]
- Хацвали – един от четирите съвременни високопланински ски-курорти в Грузия, разположен на височина 2400 м, на 8 км от Местия и снабден с лифт.[10]
- Стената на Ингуския язовир, най-големият в Кавказ, с височина 271 м и дължина 728 метра.[4]
- Високите планински върхове Тетнулд и Шхелда, известни сред любителите алпинисти. Двуглавият връх Ушба, покрит със сняг и лед, се счита за най-красивия и най-трудния за покоряване в Кавказ.[4]
- Ледниците Чаалди, Лардаад и Шхара.[4]